# Хорова капела «Gaudeamus»

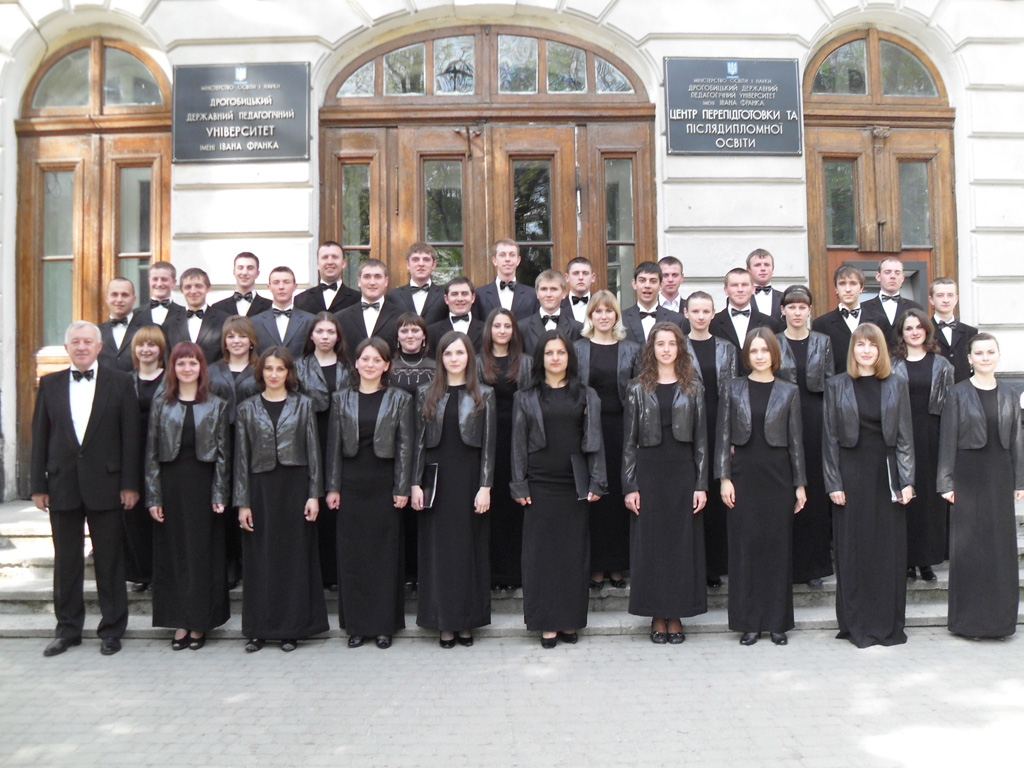
Gaudeamus

Хорова капела «Gaudeamus» Дрогобицького державного педагогічного університету імені Івана Франка створена у 1965 році доцентом Василем Їжаком. Нині колектив очолює заслужений працівник культури України, професор Степан Дацюк.

## Репертуар
В репертуарі хорової капели твори епохи Бароко та Ренесансу, класичної та сучасної музики, духовної музики, обробки народних пісень.

## Творча діяльність
Капела «Gaudeamus» — лауреат хорових конкурсів:
- Львів — 1993; 2005.
- Банска Бистриця (Словаччина) — 1997; 1999.
- Пінчув (Польща) — 2002.
- Гайнівка (Польща) — 2003.
- Ряшів (Польща) — 2004.
- Відень (Австрія) — 2005; 2006.
- Шпиталь-на-Драу (Австрія) — 2006.
- Київ — 2010, 2011.

Учасник хорових фестивалів:
- Кулдига (Латвія) — 1990.
- Бельфор (Франція) — 1999, 2000.
- Венгошево (Польща) — 2004.
- Перемишль (Польща) — 2002.
- Відень (Австрія) — 2006.
- Барселона (Іспанія) — 2007.
- Познань (Польща) — 2009.

Капела взяла участь у міжнародних хорових проектах:
- звіт Львівщини у Всеукраїнському концерті-реквієму «Чорнобиль — молодь буде пам'ятати» (Київ, 2008, 2010).
- спільне виконання з творчими колективами Польщі «Gloria» Антоніо Вівальді (2006), «Requiem» В.-А. Моцарта (2008), «Exegi Monumentum» Ромуальда Твардовського (2009), месси Тереза Й.Гайдна (2011).